# Lyulin Peak
Lyulin Peak är en bergstopp i Antarktis. Den ligger i Sydshetlandsöarna. Argentina, Chile och Storbritannien gör anspråk på området.
Terrängen runt Lyulin Peak är kuperad. Trakten är glest befolkad. Närmaste befolkade plats är Maldonado Station, 18,3 kilometer norr om Lyulin Peak. 